# Каргин, Анатолий Алексеевич
Анатолий Алексеевич Каргин (род. 13 февраля 1951, Горловка, Сталинская область) — заведующий кафедрой информационных технологий Украинского государственного университета железнодорожного транспорта, доктор технических наук, профессор, в прошлом декан физического факультета Донецкого национального университета, заведующий кафедрой компьютерных технологий.

## Биография
В 1973 окончил Донецкий государственный университет, получил диплом радиофизика по специальности по технические средства систем управления.
Учился в аспирантуре на кафедре «Технические средства систем управления» по специальности 05.13.01 — Техническая кибернетика и теория информации. Кандидатскую диссертацию на тему «Исследование ценности информации, используемой в автоматизированных системах управления для обеспечения эксплуатационной надежности технологического оборудования» защитил в 1979 году в Харьковском институте радиоэлектроники.
Ученое звание доцента кафедры кибернетики и вычислительной техники присвоено в 1982 году.
В 1983—1984 годах проходил научную стажировку в Лондонском университете королевы Марии. Стажировался у профессора Э. Мамдани, где занимался исследованием и разработкой нечетких методов управления техническими комплексами.
В 1997 году защитил докторскую диссертацию в специализированном совете Харьковского института радиоэлектроники на тему «Интеллектуальные управляющие системы реального времени для гибких автоматизированных производств».
Ученое звание профессора кафедры компьютерных технологий присвоено в 2001 году.

## Научная деятельность
Создал и развил в Украине научное направление «Интеллектуальные машины».
Представитель научной школы в области систем с нечёткой логикой, которая сложилась на кафедре компьютерных технологий. Научный руководитель проблемной научно-исследовательской лаборатории «Перспективные информационные технологии», созданной в 1989 году. Под руководством Каргина лабораторией разработана и внедрена интегрированная интеллектуальная система управления гальваническим цехом, создана и внедрена интегрированная интеллектуальная система управления роботизированным модулем сборки и сварки взрывонепроникающей оболочки шахтной автоматики, создана и внедрена комплексная автоматизированная информационная библиотечная система Донецкого национального университета.